# Трепов Федір Федорович (молодший)
Фе́дір Фе́дорович Тре́пов (рос. Фёдор Фёдорович Трепов; нар. 13 (25) червня 1854 — пом. 27 березня 1938, Ніцца, Франція) — державний і військовий діяч Російської імперії; генерал від кавалерії.

## Біографія
Походив з дворян Санкт-Петербурзької губернії, батько — Федір Федорович Трепов, генерал від кавалерії, градоначальник Санкт-Петербургу. Освіту здобув в Пажеському корпусі (1867—1873). Випущений 10 серпня 1873 року в Кінний лейб-гвардії полк. 1877 року – поручик і адʼютант при командуючому військами Оренбурзького військового округу; 1877 рік – єсаул; 1878 рік – ротмістр.
У званні майора брав участь у російсько-турецькій війні 1877—1878. Учасник боїв під Аладжинськими висотами і штурму Карсу. 16 жовтня 1879 року продовжує свою службову карʼєру вже в цивільному відомстві на посаді чиновника з особливих доручень при Харківському генерал-губернатору М. Лорис-Мелікові, а з 10 травня 1881 року – на тій самій посаді при київському, волинському та подільському генерал-губернаторі О. Дрентельні. 1881 року отримав звання підполковника.
З 1892 року — віцегубернатор Уральської губернії, 11 серпня 1894 року призначається В'ятським цивільним губернатором. Спочатку був у статусі статського радника, потім дійсного статського радника. Трепов мабуть найбільше постарався на ґрунті благоустрою В'ятки, де були організовані народні читання, відкривалися бібліотеки, клопотав про будівництво Перм-Котласької залізниці. 1895 року розпорядився про влаштування телефонного зв'язку між його будинком і губернськими присутніми місцями. 22 серпня 1896 року стає почесним громадянином В'ятки. 
9 липня 1896 — Волинський цивільний губернатор. Проводив зважену нащональну політику у Волинсьюй губернй, дбаючи про розвиток освіти й забезпечення добробуту для різних верств населения, у тому числі юдейського. Так, у 1897 році Міністерство внутрішніх справ, на прохання волинського цивільного губернатора Ф. Трепова, видало невитрачених коштв коробкового збору у 1200 карбованщв на одяг учням Житомирської талмуд-тори. Також був членом 13 різноманітних культурно-освітніх і благодійних товариств. Значну організаційну роботу Ф. Треповим проведено зі створення в Житомирі відділення імператорського Товариства рятування на воді, очоливши 1897 року правління останнього. 
З 1898 — Київський губернатор. У 1898-1903 роках був почесним членом 27 товариств. 6 серпня 1902 року за його ініціативи було відкрито Уманську пожарну дружину. Того ж року надав дозвіл на заснування у Білій Церкві Васильківського повіту «Товариства допомоги нужденним учням Білоцерківського двокласного початкового єврейського училища». Незважаючи на збільшення власної канцелярії, посилення роботи поліейських управлінь, станових і міських присутностей, міських управ, не зміг впоратися з ліворадикальними політичними партіями у губернії. 
13 квітня 1904 року іменним імператорським указом Миколи ІІ «повелено присутствовать в правительственном Сенате». З 1904 по 1905 — начальник санітарної частини Маньчжурської армії.
18 листопада 1905 призначений членом Державної ради Російської імперії, де приєднався до «правої групи».
З грудня 1908 до 1914 — Київський, Подільський та Волинський генерал-губернатор. Втім займався переважно цивільний та поліцейськими справами. За врядування Трепова стали обов’язковими наради губернаторів, що свідчило про мобілізацію владних повноважень генерал-губернатора.
Його діяльності сприяло те, що сам Трепов був значним місцевим землевласником: мав 963 десятин у Таращанському повіті Київської губернії, с. Кирилівський Майдан (633 десятини) у Літинському повіті Подільської губернії та двоповерховий будинок у Києві по вул. Банковій, 2, а у формулярному списку за 1908 року названо й маєток у Старому Майдані (580 десятин землі).
З діяльністю Ф. Ф. Трепова пов’язується відновлення втрачених імперських позицій й активізація зросійщення в останні передвоєнні роки. Чи не найголовнішим, з чого почав новий генерал-губернатор, стало скасування привілейованої служби російських чиновників у Південно-Західному краї. Значну увагу приділяв недопущенню збільшенню землеволодіння поляками і католиками загалом, німцями та оренди землі жидами. Міністерство внутрішніх справ підтримало пропозицію Ф. Ф.Трепова висилати порушників земельних законів в адміністративному порядку. Також активно протидіяв освіти українських селян, пручався відкриттю українських театрів у губернських та повітових містах.
Усіляко протидіяв реалізацію закону від 17 квітня 1905 року про свободу віросповідання. Регіональна політика генерал-губернатора, що будувалася на імперських заходах, спрямованих на зміцнення російської державності в прикордонному регіоні, господарське його освоєння, наштовхувалася на старі етноконфесійні проблеми, розв’язання яких пропонувалося шляхом урежимлювання, що суперечило демократичним принципам, започаткованим у 1905-1907 роках. А жорстокість поліцейських стражників - інгушів, чеченців та представників інших народів Кавказу - викликала таку хвилю протесту, що генерал-губернатор змушений був відмовитися від запрошення їх на службу до поліції.
Він активно впроваджував на Київщині столипінську реформу. Саме із ним колись судилися селяни Бориспільщини, яким допомагав молодий юрист Павло Чубинський.
У Києві за його урядування відкрилися комерційний інститут й педагогічне товариство, створено Київське товариство повітроплавання та проведена Перша олімпіада[джерело?]. Почесний голова Київського товариства охорони пам'ятників старовини та мистецтва. У 1911 організовує пишні свята з причини 50-річчя скасування кріпацтва, які відзначилися відкриттям пам'ятника царю-визволителю і вбивством в київському оперному театрі прем'єр-міністра Петра Столипіна.
У вересні 1914 після початку Світової війни посада генерал-губернатора була ліквідована, Трепов направлений в діючу армію.
У 1914—1917 — генерал-губернатор зайнятих російською імператорською армією областей Австро-Угорщини (Галицько-Буковинське генерал-губернаторство). 4 (17) жовтня 1916 Трепова затверджено на посаді військового генерал-губернатора областей Австро-Угорщини, зайнятих по праву війни. У вересні 1916 року розпорядженням Ф. Трепова в Східній Галичині дозволено відновити роботу нижчих і середніх освітніх закладів з українською мовою викладання. Їхня робота чітко контролювалась окупаційним урядом, який стежив за тим, щоб навчання в школах відповідало основним принципам державної політики Російської імперії. До того ж відновлено навчання в українських гімназіях у Тернополі та Чернівцях і Тернопільській учительській семінарії.
У 1917 емігрував до Франції. Перед тим передав управління генерал-губернаторством своєму помічникові генерал-лейтенанту Усову. 
Помер в Ніцці у 1938, похований на російському цвинтарі Кокад (Ніцца).

## Цікавинки
На посаді В'ятського губернатора полюбляв, переодягнувшись, ходити пішки мітсо В'яткою. Одного разу в якомусь шинку відбулася бійка, усіх присутніх відвели до поліції, зокрема й Трепова, якого не впізнали. Там він розкрив свою особистість й подякував поліції за вірність дій. 
На посаді Волинського губернатора Ф. Ф. Трепов, добряче випивши, полюбляв голосно лаяти простий люд. Про це дізнався український письменник М. Коцюбинський, який у цей час працював у газеті «Волынь», і мешкав навпроти будинку губернатора. Коцюбинський, прагнучи підкреслити неприпустимють такої поведінки очільникам краю, назвав іменем Трепова свого пса. Цивільний губернатор дізнавшись про такий вчинок укрїнського письменника, бувши в стані сп’яніння, погрожував застрелити Коцюбинського, але все обійшлося.

## Родина
Дружина Єлизавета Сергіївна Кільхен (1856-1937)
Діти:
- Віра (1881-1958)
- Єлизавета (1885-1978)

## Нагороди
- золота шабля «за хоробрість»;
- Орден Святого Олександра Невського з алмазами;
- Орден Білого Орла з мечами;
- Орден Святого Володимира 2 ступеня з мечами;
- Орден Святої Анни 1 ступеня;
- Орден Святого Станіслава 1 ступеня;
- Австрійський Орден Франца Йосифа;
- Перський Орден Лева і Сонця 3 ступеня;
- Саксен-Веймарський Орден Білого Сокола, кавалер командорського хреста;
- Бухарський орден Золотої Зірки 1 ступеня;
- Орден Корони Румунії, кавалер Великого Хреста.